# 야나기다 미노루

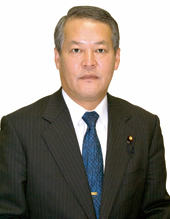
야나기다 미노루

야나기다 미노루(柳田 稔, やなぎだ みのる, 1954년 11월 6일 ~)는 일본의 정치인으로, 참의원 의원이다. 간 개조 내각의 법무대신, 중의원 의원, 민주당 참의원 간사장, 참의원 재정 금융 위원장, 참의원 후생 노동 위원장 등을 역임하였다.
| 전임 지바 게이코 | 일본 법무대신 2010년 | 후임 센고쿠 요시토 |

| 전임 쓰지 야스히로 | 참의원 후생노동위원장 2009년 ~ 2010년 | 후임 쓰다 야타로 |

| 전임 야마시타 야스오 | 참의원 재정금융위원장 2010년 | 후임 히라노 사다오 |

| 전임 다카시마 요시미쓰 | 민주당 참의원 간사장 2010년 | 후임 히라타 겐지 |